# You Surround Me/Supernature
«You Surround Me/Supernature» es el duodécimo disco sencillo publicado del grupo inglés de música electrónica Erasure, lanzado en 1989.

## Descripción
You Surround Me/Supernature fue el segundo sencillo del álbum Wild!. Este sencillo llegó al puesto 15 en el ranking británico y el número 38 en Alemania.

Este sencillo es, en realidad, un doble lado A que cuenta por un lado con You Surround Me, una canción compuesta por Vince Clarke y Andy Bell y por el otro Supernature un cover del éxito de música disco de Marc Cerrone, que fuera compuesto en 1977 por (Cerrone/Wisniak/Lovich).

## Lista de temas
| CD Sencillo (CDMUTE99) / (INT 826.920) 1. «You Surround Me» (Syrinx Mix) 7:17 2. «Supernature» 5:46 3. «91 Steps» (+24 Mix) 6:55 CD Sencillo (LCDMUTE99) / (INT 826.921) 1. «You Surround Me» (Remix) 7:33 2. «Supernature» (William Orbit Remix) 6:59 3. «91 Steps» (6 Pianos Mix) 5:24 12″ Vinilo (12MUTE99) / (INT 126.920) 1. «You Surround Me» (Syrinx Mix) 7:17 2. «Supernature» 5:46 3. «91 Steps» (+24 Mix) 6:55 12″ Vinilo (L12MUTE99) / (INT 126.921) 1. «You Surround Me» (Remix) 7:33 2. «Supernature» (William Orbit Remix) 6:59 3. 91 Steps (6 Pianos Mix) 5:24 | 12″ Vinilo "Supernature" (XL12MUTE99) 1. «Supernature» (Daniel Miller & Phil Legg Mix) 6:55 2. «You Surround Me» (Gareth Jones Mix) 6:18 3. «Supernature» (Mark Saunders Mix) 6:36 7″ Vinilo sencillo (MUTE99) / (INT 111.876) - A. «You Surround Me» 3:54 - B. «91 Steps» 5:29 Casete (CMUTE99) 1. «You Surround Me» 3:54 2. «91 Steps» 5:29 |

## Créditos
91 Steps el lado B de este sencillo, fue escrito por (Clarke/Bell).

## Video
El video musical de You Surround Me, dirigido por James Le Bon, muestra a Andy Bell cantando y a Vince Clarke tocando un tambor sobre una plataforma giratoria, mientras pasan de fondo imágenes de la ciudad de New York.

## Datos adicionales
Supernature en su versión remezclada por William Orbit llegó a ser un éxito en los clubes bailables.

91 Steps consiste en una frenética sucesión de melodías de piano, repitiendo siempre una secuencia de 7 notas.

## Supernature
Supernature es un disco sencillo promocional publicado del grupo inglés de música electrónica Erasure, lanzado en 1990.

## Lista de temas
| Supernature 12" (SA 2133) |                         |                          |          |  |
| N.º                       | Título                  | Escritor(es)             | Duración |  |
| 1.                        | «Supernature» (Parte 1) | (Cerrone/Wisniak/Lovich) | 3:44     |  |
| 2.                        | «Supernature» (Parte 2) | (Cerrone/Wisniak/Lovich) | 1:40     |  |

## Datos adicionales
Supernature apareció en la banda de sonido de la película francesa Dancing Machine, en versiones editadas del 12 inch mix. Debido a esto, Supernature se editó en Francia también como sencillo promocional extraído de aquella banda sonora, con esas dos versiones editadas.

Más adelante, a la hora de editar el sencillo original You Surround Me/Supernature fue editado en Francia sólo como Supernature aunque incluía You Surround Me.